# Pepa Prieto Puy
Pepa Prieto Puy (Santiago de Compostela, 1989) es una autora de cómics y fanzines, diseñadora gráfica, e ilustradora española.

## Trayectoria
Desde pequeña, comenzó a mostrar su interés por el dibujo. Se graduó en Bellas Artes en la Universidad de Salamanca, y se formó posteriormente en el Máster de Diseño Editorial en el Istituto Europeo di Design (IED) de Madrid. En 2010, participó en el primer número del fanzine Firecream, junto a otros dibujantes como Roberta Vázquez, Andrés Magán, o Begoña García-Alén. Formó parte de otros fanzines colectivos como Gatomatones, en 2013, La villa luminosa (en la que también participó la novelista Elisa Victoria) en 2020, o Tirabeque, que reúne a distintos artistas gallegos, en 2023. Algunos de sus fanzines en solitario son Cómic Botella (2017) o La leyenda de la reina Lupa (2020).
En 2022, publicó el cómic Zona Fantasma con la editorial Anoche Press, con influencia del autor de cómic underground australiano Simon Hanselmann. Dos años más tarde, en 2024, Apa Apa Cómics editó y lanzó su recopilación de historias breves Mis agendas semanales. De este cómic, en el que se exploran temas como la precariedad laboral, el poliamor, la aplicación de citas Tinder o los trabajos insatisfactorios, se ha destacado su equilibrio entre elementos surrealistas, poéticos y cómicos.
En su faceta como ilustradora editorial, ha colaborado con medios de comunicación estadounidenses como The New York Times o The New Yorker. También ha ilustrado y compuesto junto a su padre, el actor Manuel Manquiña, la obra El vuelo experimental. Como diseñadora, cabe destacar el encargo del diseño de las agendas escolares del curso 2023/2024 por parte de la Diputación de Barcelona. Además, ha participado en distintos festivales en calidad de artista, como en el Festival Ao Compaz en 2017, realizando el cartel del mismo, en el Fanzine Fest de 2021, para el que realizó un cómic sobre el propio evento, o en el Festival Sinsal Son Estrella Galicia en 2024. Su trabajo artístico ha sido publicado en diversos magazines y revistas digitales, entre los que se cuentan Coven Berlin, It's nice that, Rockdelux, o Zeit Magazin.
Su producción artística  se caracteriza por el uso de metáforas visuales, la armonía en las líneas y el color, y una combinación de comedia y elementos siniestros. Su obra integra aspectos de la vida cotidiana con elementos de fantasía. Entre sus referentes, menciona a autores de cómic como Robert Crumb, Aline Kominsky-Crumb, Julie Doucet, o a artistas de su generación, como Andrés Magán, Roberta Vázquez, Julia Huete, o Begoña García Alén, entre otros.

## Reconocimientos
En 2023, Pepa Prieto Puy consiguió, junto a la también dibujante María Ramos, una beca de residencia artística en Angulema, en Francia.